# La Tor de Sant Maurici
El la Tor de Sant Maurici és una masia a un km a l'est del nucli de Sant Maurici de la Quar, al Berguedà. Ha estat catalogada com a patrimoni immoble al mapa de patrimoni de la Generalitat de Catalunya com a element arquitectònic amb el número 3534.

## Arquitectura
La Tor és una masia de planta basilical i cos rectangular, orientat a migdia. Presenta una interessant façana amb galeria d'arc de mig punt, coberta a doble vessant i el carener perpendicular a la façana. Està envoltada de construccions annexes: pallisses, graner, corrals, corts, etc., i de la capella advocada a la Mare de Déu del Carme, obra del segle xviii, amb la porta a llevant i sense absis. La masia correspon bàsicament a una obra de finals del segle xvii o començaments del segle xviii.

## Història
La documentació del monestir de monges benetes de Santa Maria de Valldaura, traslladat després a Berga amb el nom de Santa Maria de Montbenet, enregistra com a monja Esclaramunda de la Tor d'Olvan. Segons el capbreu de 1532 del monestir de monges de Montbenet, "Joan Foives habitant del Mas de Ca l'Artic", posseeix pel monestir en Mas La Tor amb els següents límits: "Monestir de Valldaura, capella de Sant Marçal, Mas de Ca l'Artic i Mas Camps de Parets". Paga de cens un sester de civada negra per Nadal. Prestà homenatge a l'abadessa el 25 de juny de 1538. En el fogatge de 1553 s'hi esmenta la casa de la Tor de Sant Maurici.